# Charlotte dite Charlie
Pour plus de détails, voir Fiche technique et Distribution.
Charlotte dite Charlie est un téléfilm français de Caroline Huppert diffusé en 1995 dans la série Les Mercredis de la vie.

## Synopsis
À quinze ans, Charlotte a tout pour être heureuse. Elle réussit sa scolarité, fait du théâtre et de la musique, est appréciée de son entourage et a une meilleure amie, Babou. Mais elle n'ose parler à personne de ce qui la tourmente.

## Fiche technique
- Titre : Charlotte dite Charlie
- Réalisation : Caroline Huppert
- Scénario : Colo Tavernier
- Décors : Pierre Voisin
- Costumes : Charlotte David
- Photographie : Jacques Guérin
- Montage : Colette Farrugia, Marie-Chantal Koskas
- Musique : Béatrice Thiriet
- Production : Quentin Raspail
- Sociétés de production : France 2, Raspail & Associés, Société française de production (SFP)
- Pays :  France
- Langue : français
- Genre :
- Format : Couleur - 35mm - 1,66:1 - son stéréo
- Durée : 94 minutes
- Dates de première diffusion : 31 mai 1995 sur France 2

## Distribution
- Éloïse Charretier : Charlotte dite Charlie
- Amandine Dewasmes : Babou
- Geneviève Mnich : la mère
- Jacques Mathou : le père
- Sophie Broustal : Vévé
- Marc Citti : Arnaud
- Brigitte Catillon : Mireille
- Philippe Volter : Serge
- Alexis Pivot : Nicky
- Vanessa Wagner : Béa
- Charlotte Valandrey

## Accueil critique
Les critiques mettent en avant la difficulté du sujet, alors rarement traité, et insistent sur la justesse de ton du téléfilm. 
Dans L'Humanité, Magali Jauffret confie : « On imagine combien le choix du réalisateur était délicat. Caroline Huppert, avec laquelle la scénariste avait déjà fait Un pull par-dessus l'autre, filme cette histoire avec tendresse et pudeur. »
Dans Libération, Sylvie Briet souligne les qualités du téléfilm tout en signalant de façon nuancée ses imperfections : « D'une émotion et d'une finesse rares dans sa réalisation sur le petit écran, l'écriture de Charlotte dite Charlie reste collée à la réalité. L'humour qui lui fait défaut le prive aussi d'une certaine distance et donne l'impression que les signes s'amoncellent, car il faut faire comprendre en quatre-vingt-dix minutes ce qui arrive à Charlotte. »